# Thrypticus paludicola
Thrypticus paludicola är en tvåvingeart som beskrevs av Negrobov och Stackelberg 1972. Thrypticus paludicola ingår i släktet Thrypticus och familjen styltflugor. Inga underarter finns listade i Catalogue of Life.